# Simocíneos
Simocíneos (Symmocinae) é uma subfamília da família dos autostiquídeos (Autostichidae) de insectos da ordem Lepidoptera.